# Theodor Morell
Pour les articles homonymes, voir Morell.
 (novembre 2010).
Si vous disposez d'ouvrages ou d'articles de référence ou si vous connaissez des sites web de qualité traitant du thème abordé ici, merci de compléter l'article en donnant les références utiles à sa vérifiabilité et en les liant à la section « Notes et références ».
Compléments
Médecin personnel d'Adolf Hitler de 1936 à 1945.

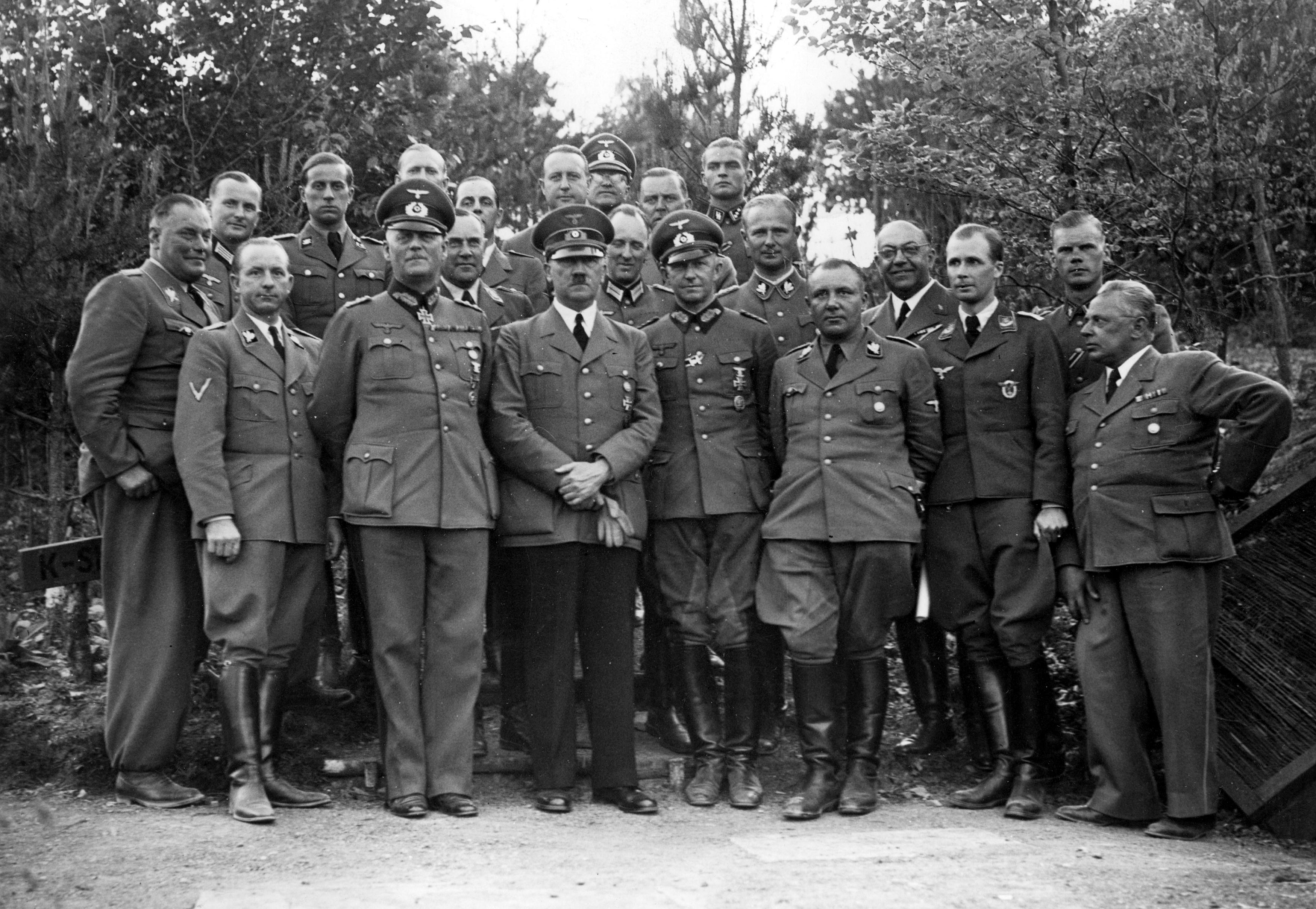
Hitler et son état-major à la Wolfsschanze en juin 1940. Morell est le quatrième à partir de la droite, juste derrière Martin Bormann.

Theodor Morell, dit Theo Morell, est un médecin allemand, né le 22 juillet 1886 en Haute-Hesse (Grand-duché de Hesse) et mort le 26 mai 1948 à Tegernsee. Réputé en son temps en Allemagne pour les traitements non conventionnels, holistiques et alternatifs qu’il prescrivait à ses patients, il est principalement connu pour avoir été le médecin personnel d'Adolf Hitler.
Bien qu’ayant une formation médicale et ayant exercé comme médecin généraliste bien avant sa rencontre avec Hitler, des enquêtes sur ses pratiques médicales menées conjointement à des interrogatoires par les Alliés après la Seconde Guerre mondiale lui valent aujourd'hui d'être généralement considéré comme un charlatan.

## Biographie

### Jeunesse
Morell est le second fils d’un instituteur d’école primaire. Il est né et a été élevé dans un petit village appelé Trais-Müntzenberg en Haute-Hesse. Il étudie la médecine d'abord à l'université de Gießen (un semestre), puis à celle aussi réputée de Heidelberg (cinq semestres) suivi de celle de Munich (deux semestres), qu'il interrompt afin d'étudier à Grenoble et Paris respectivement une année, avant de revenir pour se spécialiser en obstétrique et gynécologie à Munich au début de l'année 1910. En 1913, il obtient son doctorat sous la tutelle d'Albert Döderlein.
Morell obtient son premier poste à Dietzenbach, comme médecin généraliste. À la veille de la Première Guerre mondiale, Morell effectue d'abord son service militaire durant deux ans comme médecin de bord dans la marine sur tous les océans du monde. Il y participe ensuite comme volontaire en tant qu’officier médecin de front.
En 1919, il ouvre un cabinet spécialisé en urologie et électrothérapie à Berlin et épouse en 1920 une actrice fortunée, Johanna « Hanni » Moller. Grâce à la fortune de cette dernière, il équipe son cabinet de la technologie la plus récente de l'époque. Il réussit à gagner une clientèle huppée auprès de laquelle il s'illustre en prescrivant des traitements non conventionnels, holistiques et alternatifs. Son succès est tel qu'il doit décliner des invitations à devenir médecin personnel de personnalités, entre autres du Shah d'Iran et de l'ambassade du royaume de Roumanie.
Morell a ensuite prétendu avoir étudié auprès du bactériologiste Ilya Metchnikov [réf. nécessaire] (1845-1916), lauréat du prix Nobel de médecine en 1908. Il a aussi prétendu avoir enseigné la médecine dans de prestigieuses universités[réf. nécessaire].
Morell possède des participations significatives dans plusieurs sociétés pharmaceutiques européennes de moyenne importance.
Toutefois, à partir de 1933, son mode de vie est menacé. D'une part plusieurs de ses patients fortunés étaient Juifs et, d'autre part, son physique lui vaut à plusieurs reprises d'être pris pour un Juif. En avril 1933, il adhère au parti nazi afin de gagner une nouvelle clientèle tout aussi solvable mais non poursuivie. Conséquemment, il transfère son cabinet vers une adresse plus en vue. Sa nouvelle clientèle souffre toutefois de maux bien différents, ce qui l'amène à changer de spécialisation pour devenir vénéréologiste. En 1936, ayant traité Heinrich Hoffman pour une gonorrhée, il prétend l’avoir guéri.
Par l'entremise de Hoffmann et de son assistante Eva Braun, il va être présenté à Adolf Hitler.

### Médecin d'Hitler
Hitler souffre d’un exanthème et de flatulences lorsque, à l’occasion d’une réception au Berghof près de Berchtesgaden, il rencontre pour la première fois Morell qui lui déclare qu’il pourrait le soigner en moins d’un an. L’épouse de Morell n’approuve pas le fait qu’il accepte de devenir le médecin personnel de Hitler. Morell commence à traiter son patient avec diverses préparations commerciales comprenant notamment une combinaison de vitamines et de bactéries E. coli appelée Mutaflor. Hitler semble commencer à récupérer et Morell finit par devenir membre du cercle intime de ses proches : il va le rester quasiment jusqu’à la fin de la guerre. Certains historiens ont tenté d’expliquer cette association avec Morell en se fondant sur la réputation acquise en Allemagne par Morell dans le traitement de la syphilis combinée avec la crainte (supposée) de Hitler pour cette maladie qu’il associait aux Juifs.
En tant que médecin de Hitler, Morell est constamment recommandé à d’autres membres de l’appareil nazi mais, la plupart d’entre eux, y compris Hermann Göring et Heinrich Himmler préfèrent se passer de ses services, le considérant comme un charlatan. Comme Albert Speer le raconte dans son autobiographie :
« En 1936, lorsque ma circulation et mon estomac se rebellèrent… j’appelai le cabinet privé de Morell. Après un examen superficiel… Morell me prescrivit ses bactéries intestinales, de la dextrose, des vitamines et des tablettes d’hormones. »
« Par mesure de sécurité, j’eus ensuite un examen minutieux opéré par le professeur von Bergmann, le spécialiste en médecine interne à l’université de Berlin. Selon lui, je ne souffrais d’aucun trouble organique, mais seulement de symptômes nerveux causés par le surmenage. »
« Je réduisis mon rythme de travail autant qu’il était possible et les symptômes se réduisirent. Pour ne pas blesser Hitler, je lui prétendis que je suivais soigneusement les prescriptions de Morell et, comme ma santé s’améliorait, je devins pour un temps le patient témoin de Morell. » (Albert Speer, Au cœur du Troisième Reich, 1970).
De plus, outre la méfiance des dignitaires nazis à son égard, la plupart des proches de Hitler refusent d'être soignés par Morell du fait de son hygiène douteuse. Parmi eux, certains tentent de convaincre le Führer de le congédier, mais Hitler le considère, selon ses propres termes, comme un « médecin-miracle ».
Göring appelle Morell der Reichsspritzenmeister, un surnom qui fit mouche. Ce terme est difficilement traduisible en français, il pourrait par exemple se traduire, bien qu’imparfaitement, par « le Maître de la Seringue du Reich ». Ce terme impliquait de toutes manières que Morell finissait toujours par avoir recours à des injections et des médicaments lorsqu’il était confronté à n’importe quel problème médical et qu’il abusait de ces injections de substances pharmaceutiques.
Morell devient le rival du Dr Karl Brandt qui suivait Hitler depuis 1933. Tous deux sont souvent en désaccord, mais Hitler se range habituellement à l'avis de Morell. Eva Braun finit par changer d’avis sur Morell, décrivant son cabinet comme une « étable de cochons » et refusant de le revoir.
En 1939, Morell est présent lors de l'entrevue orageuse de Hitler avec Emil Hácha, président de la Tchécoslovaquie. Terrifié par les menaces, Hácha perd connaissance. Morell le ranime alors en lui injectant des stimulants et, bien qu’il ait prétendu qu’il ne s’agissait que de vitamines, il se peut que l’injection ait contenu de la méthamphétamine. Hacha cède immédiatement aux exigences de Hitler.
Après la tentative d’assassinat du 20 juillet 1944 contre Hitler, Morell le traite avec de la pénicilline, testée depuis peu par l’armée américaine. On ignore où il a pu se la procurer et Morell prétendit par la suite ne rien connaître de la pénicilline lorsqu’il fut interrogé par des officiers de renseignements américains après la guerre. En outre, quand des membres du cercle intime de Hitler furent interviewés pour la rédaction du livre Le Bunker, certains prétendirent que Morell détenait une participation importante dans une société qui vendait frauduleusement un produit présenté comme de la pénicilline.
En avril 1945, Hitler ingurgite quotidiennement vingt-huit pilules différentes outre de nombreuses injections (dont plusieurs de glucose). Le 21 avril 1945, Hitler renvoie Morell du Führerbunker à Berlin après lui avoir déclaré qu’il n'avait plus besoin de soins médicaux. Morell laisse néanmoins derrière lui de nombreuses préparations médicales prêtes à l’usage. Durant la dernière semaine de vie de Hitler, elles lui sont administrées par le Dr Werner Haase et par Heinz Linge, son valet.

### Mort
Morell s’échappe de Berlin à bord d’un des derniers avions quittant la ville mais est rapidement capturé par les Américains. Détenu dans un camp d’internement américain situé sur le site de l’ancien camp de concentration de Buchenwald et interrogé en raison de sa relative intimité avec Hitler, il n'est accusé d’aucun crime. Obèse et en très mauvaise santé, il meurt à Tegernsee en mai 1948 des suites d'une attaque cérébrale.

## Substances administrées à Hitler
Morell a tenu un journal des médicaments, toniques, vitamines et autres substances qu’il administrait à Hitler, habituellement par injection ou sous forme de pilules. La plupart étaient des préparations commerciales, certaines étaient de sa propre fabrication. Comme certains de ces composants sont considérés comme toxiques, [Qui ?]beaucoup d’historiens se sont demandé si Morell n’aurait pas été involontairement responsable de la mauvaise santé de son patient. La liste fragmentaire d’ingrédients représentatifs qui figure ci-dessous aurait sans doute paru moins choquante dans les années 1940 :
- bromure de potassium ;
- noix vomique ;
- atropine ;
- sodium barbitone ;
- oxedrine tartrate (en) ;
- camomille ;
- testostérone ;
- propyphénazone ;
- caféine ;
- belladone ;
- E. coli ;
- dihydroxycodéine ;
- sulfamidés ;
- cocaïne (par collyre) ;
- enzymes ;
- vitamines ;
- amphétamines ;
- méthamphétamines ;
- protéines et lipides dérivés de tissus et graisses animales ;
- barbituriques[8].

Apparemment, Morell n'a jamais expliqué à Hitler la réelle nature des produits qu’il lui administrait, lui disant seulement que les préparations contenaient diverses vitamines et autres ingrédients naturels. Certains ingrédients furent par la suite confirmés par des médecins auxquels Hitler avait montré des pilules alors qu’ils le traitaient temporairement. Quelques-unes de ces préparations (comme le Glyconorm, un tonifiant populaire en Suisse pour combattre les infections) contenaient certaines formes de tissus animaux tels que placenta, muscle cardiaque, foie et testicules de taureau. Au cours des interrogatoires qu’il subit après la guerre, Morell prétendit qu’un autre médecin avait prescrit de la cocaïne à Hitler et qu’au moins un docteur de sa connaissance lui en avait administré sous forme de collyre à sa demande dans les heures qui avaient suivi l’attentat manqué de peu du 20 juillet 1944. La cocaïne était utilisée de façon habituelle dans les traitements médicaux en Allemagne à cette époque, mais Morell aurait multiplié le dosage par dix. L’abus de cocaïne en collyre a été associé à un comportement psychotique, à de l’hypertension et d’autres symptômes, mais les historiens ont pour la plupart eu tendance à écarter tout effet des médications de Morell sur les décisions prises par Hitler.
Morell fut sujet à de nombreuses accusations de la part des proches de Hitler. Plusieurs personnes ont prétendu qu’il lui aurait régulièrement injecté de la morphine sans l’en avertir et que Morell lui-même aurait été un morphinomane. Certains allèrent jusqu’à prétendre que Morell aurait utilisé Hitler comme cobaye pour plusieurs drogues qu’il essayait de développer en vue de les commercialiser, mais ces affirmations ont été émises par des personnes sans formation médicale et ne peuvent être considérées comme réellement fiables.

## Dans la fiction
- 2007 : Mon Führer : la Vraie Véritable Histoire d'Adolf Hitler, film de Dani Levy ; le rôle de Morell y est tenu par Bernd Stegemann.